# Danh sách máy chơi trò chơi điện tử tại gia bán chạy nhất

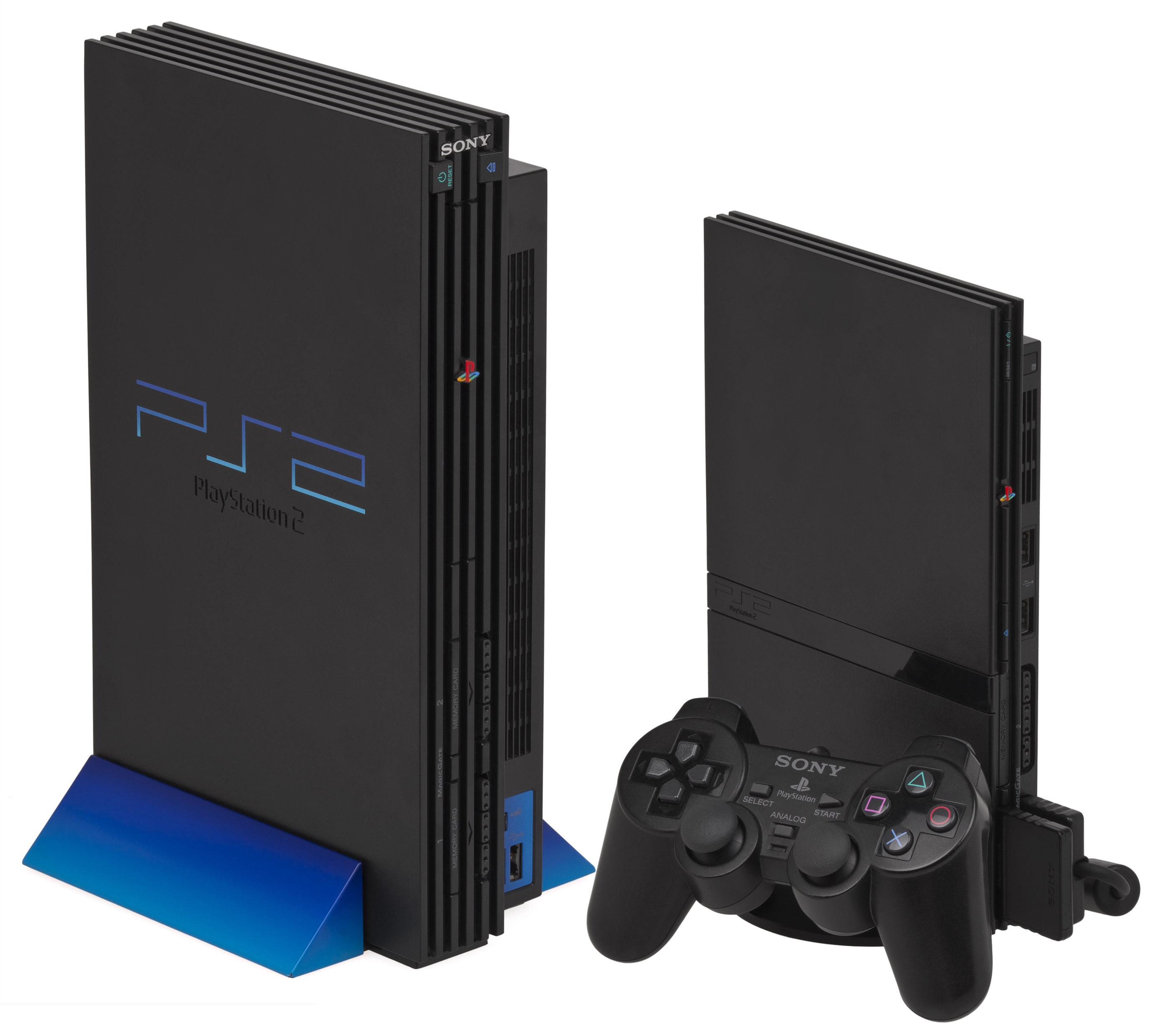
PlayStation 2 của Sony là máy chơi trò chơi video bán chạy nhất thế giới, với hơn 155 triệu máy.

Máy chơi trò chơi điện tử gia đình là một thiết bị máy tính được tiêu chuẩn hóa chỉ dành riêng cho trò chơi video yêu cầu màn hình hoặc TV làm đầu ra. Các thiết bị này bên trong có nhiều linh kiện điện tử nặng trung bình từ 2 đến 9 pound (1–4 kg) và kích thước nhỏ gọn đó cho phép người dùng có thể dễ dàng sử dụng ở nhiều vị trí khác nhau với ổ cắm điện. Bộ điều khiển cầm tay thường được sử dụng làm thiết bị đầu vào. Máy chơi trò chơi điện tử có thể sử dụng một hoặc nhiều phương tiện lưu trữ như ổ đĩa cứng, đĩa quang và thẻ nhớ lưu trữ nội dung. Mỗi loại thường do một tổ chức kinh doanh duy nhất phát triển. Máy chơi trò chơi điện tử chuyên dụng là một tập hợp con của các thiết bị này, chỉ có thể chơi các trò chơi tích hợp sẵn. Máy chơi trò chơi điện tử nói chung cũng được mô tả là "chuyên dụng" để phân biệt với máy tính cá nhân linh hoạt hơn và các thiết bị điện tử tiêu dùng khác. Kỹ sư Ralph H. Baer của Sanders Associates cùng với các nhân viên của công ty là Bill Harrison và Bill Rusch đã cấp phép công nghệ trò chơi truyền hình của họ cho nhà sản xuất TV lớn đương thời là Magnavox. Điều này dẫn đến việc phát hành Magnavox Odyssey năm 1972 — máy chơi trò chơi điện tử thương mại đầu tiên.
Máy chơi trò chơi điện tử cầm tay là một thiết bị nhẹ tích hợp sẵn màn hình, bộ điều khiển trò chơi, loa và có tính di động cao hơn so với máy chơi trò chơi video tiêu chuẩn. Máy có khả năng chơi nhiều trò chơi, không giống như máy để bàn và các thiết bị trò chơi điện tử cầm tay. Máy để bàn và các thiết bị trò chơi điện tử cầm tay của thập niên 1970 và đầu thập niên 1980 là tiền thân của máy chơi trò chơi điện tử cầm tay. Mattel giới thiệu trò chơi điện tử cầm tay đầu tiên là Auto Race năm 1977. Sau đó, một số công ty—bao gồm Coleco và Milton Bradley—đã sản xuất các thiết bị trò chơi điện tử cầm tay, máy tính bảng hoặc máy chơi game đơn lập, nhẹ của riêng họ. Máy chơi trò chơi điện tử cầm tay lâu đời nhất với các hộp băng có thể hoán đổi là Milton Bradley Microvision năm 1979. Nintendo được ghi nhận là đã phổ biến khái niệm máy chơi game cầm tay với màn ra mắt Game Boy vào năm 1989 và tiếp tục thống trị thị trường máy chơi trò chơi điện tử cầm tay.

## Máy chơi trò chơi điện tử bán chạy nhất

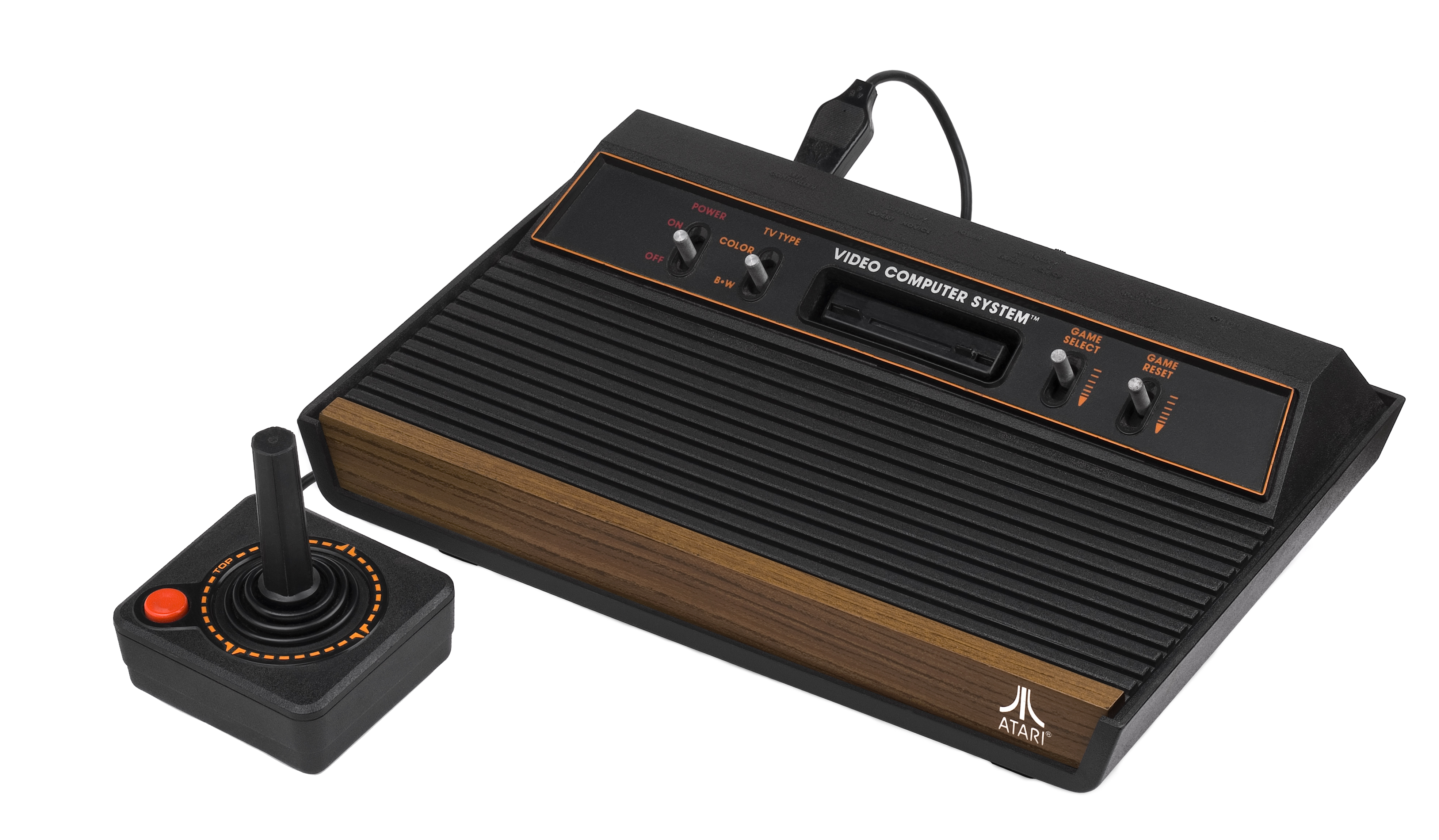
Atari 2600 (ảnh phiên bản 1980) phát hành vào năm 1977 là hệ máy gia đình phổ biến đầu tiên.

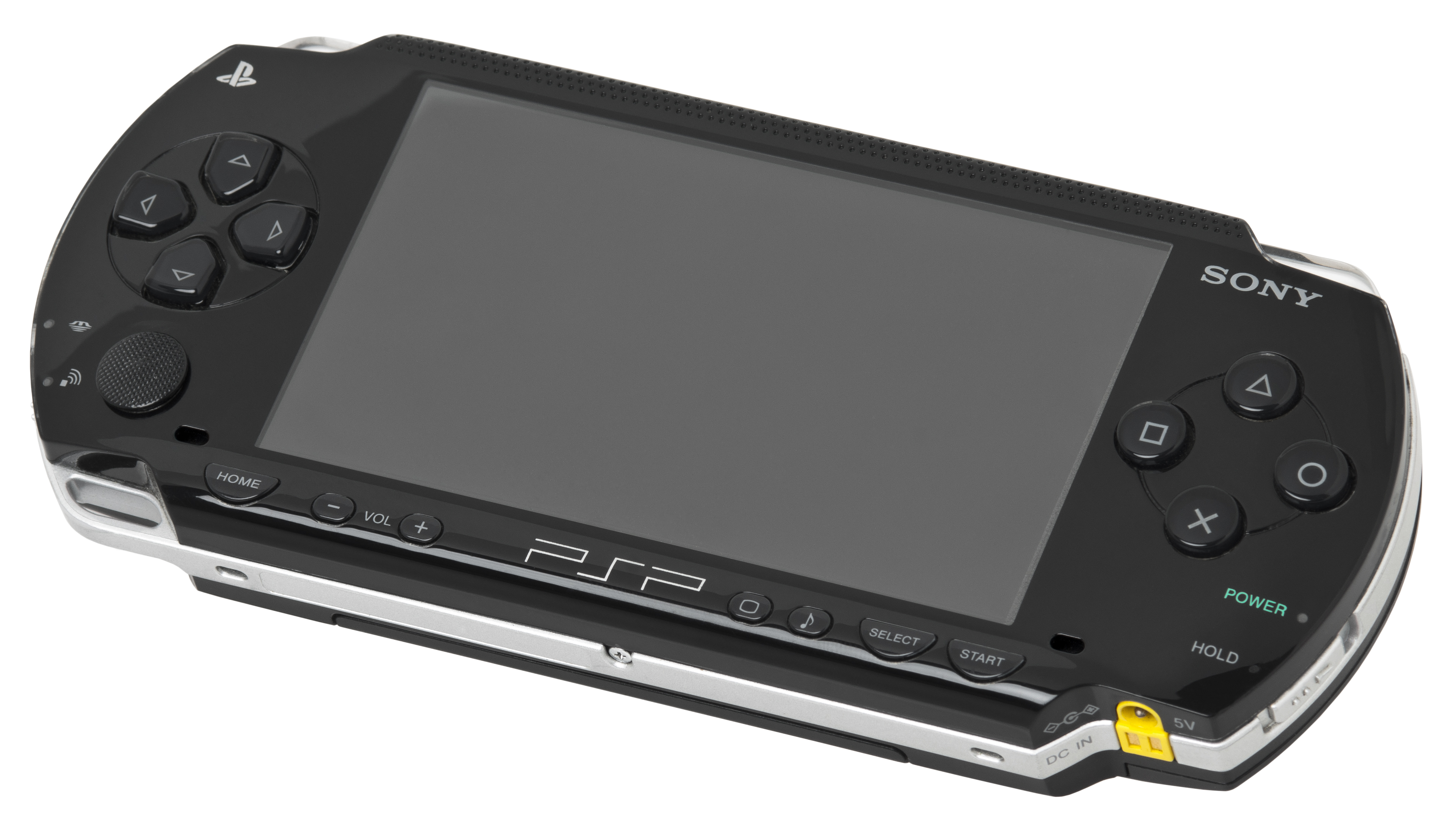
PlayStation Portable của Sony đánh dấu sự ra mắt của công ty trên thị trường thiết bị cầm tay. Biên tập viên Penelope Patsuris của Forbes nhấn mạnh "Cuộc đua đánh dấu lần đầu tiên một công ty có uy tín thực sự đã thách thức cái ổ khóa mà Nintendo gắn cho máy chơi game cầm tay trong suốt 15 năm."

Bảng sau đây bao gồm những máy chơi trò chơi điện tử đã bán được ít nhất 1 triệu máy trên toàn thế giới cho người tiêu dùng hoặc các kênh bán lẻ. Mỗi máy bao gồm doanh số bán hàng từ mỗi lần phát hành lại, trừ khi có ghi chú khác. Các năm tương ứng với thời điểm máy chơi trò chơi điện tử cầm tay hoặc gia đình được phát hành lần đầu tiên—không bao gồm thị trường thử nghiệm. Mỗi năm liên kết tương ứng đến "năm trong trò chơi điện tử".
   Màu nền nghĩa là hệ máy hiện đang bán trên thị trường. 
   Biểu tượng dao găm là máy chơi trò chơi điện tử chuyên dụng.
  ‡ Biểu tượng hai con dao găm là máy chơi trò chơi điện tử lai, đã gồm Nintendo Switch Lite.
   •  Dấu đầu dòng là tiện ích bổ sung dành cho máy chơi trò chơi điện tử gia đình. 
Đây là một danh sách chưa hoàn tất, và có thể sẽ không bao giờ thỏa mãn yêu cầu hoàn tất. Bạn có thể đóng góp bằng cách mở rộng nó bằng các thông tin đáng tin cậy.
| Hệ máy                                  | Loại             | Công ty          | Phát hành[2] | Số lượng bán ra         | Tham khảo                   |
| --------------------------------------- | ---------------- | ---------------- | ------------ | ----------------------- | --------------------------- |
| PlayStation 2                           | Gia đình         | Sony             | 2000         | >155 triệu              | [ note 1 ]                  |
| Dòng Nintendo DS                        | Cầm tay          | Nintendo         | 2004         | 154.02 triệu            | [ 34 ]                      |
| Game Boy & Game Boy Color               | Cầm tay          | Nintendo         | 1989, 1998   | 118.69 triệu            | [ 34 ] [ note 2 ]           |
| PlayStation 4                           | Gia đình         | Sony             | 2013         | 116.9 triệu             | [ 24 ]                      |
| Nintendo Switch Bản mẫu:‡               | Lai              | Nintendo         | 2017         | 103.54 triệu            | [ 34 ]                      |
| PlayStation                             | Gia đình         | Sony             | 1994         | 102.49 triệu            | [ 36 ]                      |
| Wii                                     | Gia đình         | Nintendo         | 2006         | 101.63 triệu            | [ 34 ]                      |
| PlayStation 3                           | Gia đình         | Sony             | 2006         | >87.4 triệu             | [ note 1 ]                  |
| Xbox 360                                | Gia đình         | Microsoft        | 2005         | >84 triệu               | [ note 3 ]                  |
| Dòng Game Boy Advance                   | Cầm tay          | Nintendo         | 2001         | 81.51 triệu             | [ 34 ]                      |
| PlayStation Portable                    | Cầm tay          | Sony             | 2004         | 80–82 triệu (ước lượng) | [ note 1 ]                  |
| Dòng Nintendo 3DS                       | Cầm tay          | Nintendo         | 2011         | 75.94 triệu             | [ 34 ]                      |
| NES/Famicom                             | Gia đình         | Nintendo         | 1983         | 61.91 triệu             | [ 34 ]                      |
| Xbox One                                | Gia đình         | Microsoft        | 2013         | 51 triệu (ước lượng)    | [ note 3 ]                  |
| SNES/Super Famicom                      | Gia đình         | Nintendo         | 1990         | 49.1 triệu              | [ 34 ]                      |
| Game & Watch                            | Cầm tay          | Nintendo         | 1980         | 43.4 triệu              | [ 44 ]                      |
| Nintendo 64                             | Gia đình         | Nintendo         | 1996         | 32.93 triệu             | [ 34 ]                      |
| Sega Genesis/Mega Drive                 | Gia đình         | Sega             | 1988         | 30.75 triệu             | [ note 4 ] [ 48 ]           |
| Atari 2600                              | Gia đình         | Atari            | 1977         | 30 triệu                | [ 49 ]                      |
| Xbox                                    | Gia đình         | Microsoft        | 2001         | 24 triệu                | [ 50 ]                      |
| GameCube                                | Gia đình         | Nintendo         | 2001         | 21.74 triệu             | [ 34 ]                      |
| PlayStation 5                           | Gia đình         | Sony             | 2020         | 17.3 triệu              | [ 51 ]                      |
| Wii U                                   | Gia đình         | Nintendo         | 2012         | 13.56 triệu             | [ 34 ]                      |
| Xbox Series X/S                         | Gia đình         | Microsoft        | 2020         | 12 triệu (ước lượng)    | [ 52 ]                      |
| Sega Game Gear                          | Cầm tay          | Sega             | 1990         | 10.62 triệu             | [ 45 ]                      |
| PlayStation Vita                        | Cầm tay          | Sony             | 2011         | 10–15 triệu (ước lượng) | [ note 1 ]                  |
| Sega Master System                      | Gia đình         | Sega             | 1986         | 10–13 triệu             | [ note 5 ]                  |
| PC Engine/TurboGrafx-16                 | Gia đình         | NEC/Hudson Soft  | 1987         | 10 triệu                | [ 59 ]                      |
| Sega Saturn                             | Gia đình         | Sega             | 1994         | 9.26 triệu              | [ 46 ]                      |
| Dreamcast                               | Gia đình         | Sega             | 1998         | 9.13 triệu              | [ 46 ] [ 60 ] [ 61 ] [ 62 ] |
| Master System (Các biến thể của Brazil) | Gia đình         | Tectoy           | 1989         | 8 triệu                 | [ 63 ]                      |
| Dendy (Famiclone)                       | Gia đình         | Micro Genius     | 1992         | 6 triệu                 | [ 64 ]                      |
| Super NES Classic Edition               | Chuyên dụng      | Nintendo         | 2017         | 5.28 triệu              | [ 65 ]                      |
| Famicom Disk System •                   | Tiện ích bổ sung | Nintendo         | 1986         | 4.5 triệu               | [ 66 ]                      |
| Sega Pico                               | Gia đình         | Sega             | 1993         | >3.4 triệu              | [ note 7 ]                  |
| WonderSwan                              | Cầm tay          | Bandai           | 1999         | 3.5 triệu               | [ note 8 ]                  |
| Color TV-Game                           | Chuyên dụng      | Nintendo         | 1977         | 3 triệu                 | [ 75 ] [ 76 ]               |
| Intellivision                           | Gia đình         | Mattel           | 1980         | 3 triệu                 | [ 77 ]                      |
| Mega Drive (Brazilian variants)         | Gia đình         | Tectoy           | 1990         | 3 triệu                 | [ 78 ] [ 79 ]               |
| N-Gage                                  | Cầm tay          | Nokia            | 2003         | 3 triệu                 | [ 80 ]                      |
| Sega CD •                               | Tiện ích bổ sung | Sega             | 1991         | 2.24 triệu              | [ 45 ]                      |
| NES Classic Edition                     | Chuyên dụng      | Nintendo         | 2016         | 2.3 triệu               | [ 81 ]                      |
| ColecoVision                            | Gia đình         | Coleco           | 1982         | >2 triệu                | [ note 9 ]                  |
| Magnavox Odyssey²                       | Gia đình         | Magnavox/Philips | 1978         | 2 triệu                 | [ 85 ]                      |
| PC Engine CD-ROM² •                     | Tiện ích bổ sung | NEC              | 1988         | 1.92 triệu              | [ 86 ] [ 87 ]               |
| Atari Lynx                              | Cầm tay          | Atari            | 1989         | >1 triệu                | [ note 10 ]                 |
| Philips CD-i                            | Gia đình         | Philips          | 1990         | >1 triệu                | [ note 11 ]                 |
| Telstar                                 | Chuyên dụng      | Coleco           | 1976         | >1 triệu                | [ 92 ] [ note 12 ]          |
| Atari 5200                              | Gia đình         | Atari            | 1982         | 1 triệu                 | [ 94 ]                      |
| Atari 7800                              | Gia đình         | Atari            | 1986         | >1 triệu                | [ 95 ]                      |

>Số liệu cuối chính xác hơn số liệu trong báo cáo. Xem ghi chú. 